# Ensdorf, Saarland
Ensdorf är en kommun och ort i Landkreis Saarlouis i förbundslandet Saarland i Tyskland.
Ensdorf uppgick i Schwalbach 1 januari 1974 men bildade igen en egen kommun 1 januari 1982.